# Thomas Lieb
Thomas John Tom Lieb (28. oktober 1899 – 30. april 1962) var en amerikansk atlet som deltog i de olympiske lege 1924 i Paris.
Lieb vandt en bronzemedalje i atletik under sommer-OL 1924 i Paris. Han kom på en tredjeplads i diskoskast efter sin landsmand Clarence Houser og Vilho Niittymaa fra Finland. Der var toogtredive deltagere fra atten lande som deltog i disciplinen. Finalen blev afviklet den 13. juli 1924.